# Natación en los Juegos Asiáticos de 2018
El evento de natación en los Juegos Asiáticos de 2018 se disputó en el Gelora Bung Karno Sports Complex, Yakarta, Indonesia del 19 al 24 de agosto.

## Medallero
| Núm. | País          | Oro | Plata | Bronce | Total |
| ---- | ------------- | --- | ----- | ------ | ----- |
| 1    | Japón         | 19  | 20    | 13     | 52    |
| 2    | China         | 19  | 17    | 14     | 50    |
| 3    | Singapur      | 2   | 1     | 3      | 6     |
| 4    | Corea del Sur | 1   | 1     | 4      | 6     |
| 5    | Hong Kong     | 0   | 1     | 2      | 3     |
| 6    | Vietnam       | 0   | 1     | 1      | 2     |
| 7    | Kazajistán    | 0   | 0     | 4      | 4     |
|      | TOTAL         | 41  | 41    | 41     | 123   |

## Medallistas

### Hombres
| Evento            | Oro                                                                      | Oro        | Plata                                                         | Plata       | Bronce                                                                          | Bronce     |
| ----------------- | ------------------------------------------------------------------------ | ---------- | ------------------------------------------------------------- | ----------- | ------------------------------------------------------------------------------- | ---------- |
| 50 m libre        | Yu Hexin China                                                           | 22,11      | Katsumi Nakamura Japón                                        | 22,20       | Shunichi Nakao Japón                                                            | 22,46      |
| 100 m libre       | Shinri Shioura Japón                                                     | 48,71      | Katsumi Nakamura Japón                                        | 48,72       | Yu Hexin China                                                                  | 48,88      |
| 200 m libre       | Sun Yang China                                                           | 1:45,43    | Katsuhiro Matsumoto Japón                                     | 1:46,50     | Ji Xinjie China                                                                 | 1:46,68    |
| 400 m libre       | Sun Yang China                                                           | 3:42,92    | Naito Ehara Japón                                             | 3:47,14     | Kosuke Hagino Japón                                                             | 3:47,20    |
| 800 m libre       | Sun Yang China                                                           | 7:48,36 GR | Shogo Takeda Japón                                            | 7:53,01     | Nguyễn Huy Hoàng Vietnam                                                        | 7:54,32 NR |
| 1500 m libre      | Sun Yang China                                                           | 14:58,53   | Nguyễn Huy Hoàng Vietnam                                      | 15:01,63 NR | Ji Xinjie China                                                                 | 15:06,18   |
| 50 m espalda      | Xu Jiayu China                                                           | 24,75      | Ryosuke Irie Japón                                            | 24,88       | Kang Ji-seok Corea del Sur                                                      | 25,17      |
| 100 m espalda     | Xu Jiayu China                                                           | 52,34 =GR  | Ryosuke Irie Japón                                            | 52,53       | Lee Ju-ho Corea del Sur                                                         | 54,52      |
| 200 m espalda     | Xu Jiayu China                                                           | 1:53,99 NR | Ryosuke Irie Japón                                            | 1:55,11     | Keita Sunama Japón                                                              | 1:55,54    |
| 50 m braza        | Yasuhiro Koseki Japón                                                    | 27,07      | Yan Zibei China                                               | 27,25       | Dmitriy Balandin · Kazajistán                                                   | 27,46      |
| 100 m braza       | Yasuhiro Koseki Japón                                                    | 58,86 GR   | Yan Zibei China                                               | 59,31       | Dmitriy Balandin · Kazajistán                                                   | 59,39      |
| 200 m braza       | Yasuhiro Koseki Japón                                                    | 2:07,81    | Ippei Watanabe Japón                                          | 2:07,82     | Qin Haiyang China                                                               | 2:08,07    |
| 50 m mariposa     | Joseph Schooling Singapur                                                | 23,61      | Wang Peng China                                               | 23,65       | Adilbek Mussin · Kazajistán                                                     | 23,73 NR   |
| 100 m mariposa    | Joseph Schooling Singapur                                                | 51,04 GR   | Li Zhuhao China                                               | 51,46       | Yuki Kobori Japón                                                               | 51,77      |
| 200 m mariposa    | Daiya Seto Japón                                                         | 1:54,53    | Nao Horomura Japón                                            | 1:55,58     | Li Zhuhao China                                                                 | 1:55,76    |
| 200 m estilos     | Wang Shun China                                                          | 1:56,52    | Kosuke Hagino Japón                                           | 1:56,75     | Qin Haiyang China                                                               | 1:57,09    |
| 400 m estilos     | Daiya Seto Japón                                                         | 4:08,79    | Kosuke Hagino Japón                                           | 4:10,30     | Wang Shun China                                                                 | 4:12,31    |
| 4 × 100 m libre   | Japón Shinri Shioura Katsuhiro Matsumoto Katsumi Nakamura Juran Mizohata | 3:12,68 GR | China Yang Jintong Cao Jiwen Sun Yang Yu Hexin                | 3:13,29 NR  | Singapur Quah Zheng Wen Joseph Schooling Darren Chua Darren Lim                 | 3:17,22 NR |
| 4 × 200 m libre   | Japón Naito Ehara Reo Sakata Kosuke Hagino Katsuhiro Matsumoto           | 7:05,17 GR | China Ji Xinjie Shang Keyuan Wang Shun Sun Yang               | 7:05,45     | Singapur Quah Zheng Wen Joseph Schooling Danny Yeo Jonathan Tan                 | 7:14,15 NR |
| 4 × 100 m estilos | China Xu Jiayu Yan Zibei Li Zhuhao Yu Hexin                              | 3:29,99 AS | Japón Ryosuke Irie Yasuhiro Koseki Yuki Kobori Shinri Shioura | 3:30,03 NR  | Kazajistán Adil Kaskabay · Dmitriy Balandin · Adilbek Mussin · Alexandr Varakin | 3:35,62 NR |

### Mujeres
| Evento            | Oro                                                          | Oro            | Plata                                                         | Plata    | Bronce                                                        | Bronce   |
| ----------------- | ------------------------------------------------------------ | -------------- | ------------------------------------------------------------- | -------- | ------------------------------------------------------------- | -------- |
| 50 m libre        | Rikako Ikee Japón                                            | 24,53 GR       | Liu Xiang China                                               | 24,60    | Wu Qingfeng China                                             | 24,87    |
| 100 m libre       | Rikako Ikee Japón                                            | 53,27 GR       | Zhu Menghui China                                             | 53,56    | Yang Junxuan China                                            | 54,17    |
| 200 m libre       | Li Bingjie China                                             | 1:56,74        | Yang Junxuan China                                            | 1:57,48  | Chihiro Igarashi Japón                                        | 1:57,49  |
| 400 m libre       | Wang Jianjiahe China                                         | 4:03,18 GR     | Li Bingjie China                                              | 4:06,46  | Chihiro Igarashi Japón                                        | 4:08,48  |
| 800 m libre       | Wang Jianjiahe China                                         | 8:18,55 GR     | Li Bingjie China                                              | 8:28,14  | Waka Kobori Japón                                             | 8:30,65  |
| 1500 m libre      | Wang Jianjiahe China                                         | 15:53,68 GR    | Li Bingjie China                                              | 15:53,80 | Waka Kobori Japón                                             | 16:18,31 |
| 50 m espalda      | Liu Xiang China                                              | 26,98 WR       | Fu Yuanhui China                                              | 27,68    | Natsumi Sakai Japón                                           | 27,91    |
| 100 m espalda     | Natsumi Sakai Japón                                          | 59,27          | Anna Konishi Japón                                            | 59,67    | Chen Jie China                                                | 1:00,28  |
| 200 m espalda     | Liu Yaxin China                                              | 2:07,65        | Natsumi Sakai Japón                                           | 2:08,13  | Peng Xuwei China                                              | 2:09,14  |
| 50 m braza        | Satomi Suzuki Japón                                          | 30,83 GR       | Roanne Ho Singapur                                            | 31,23 NR | Feng Junyang China                                            | 31,24    |
| 100 m braza       | Satomi Suzuki Japón                                          | 1:06,40 GR     | Reona Aoki Japón                                              | 1:06,45  | Shi Jinglin China                                             | 1:07,36  |
| 200 m braza       | Kanako Watanabe Japón                                        | 2:23,05        | Yu Jingyao China                                              | 2:23,31  | Reona Aoki Japón                                              | 2:23,33  |
| 50 m mariposa     | Rikako Ikee Japón                                            | 25,55 GR       | Wang Yichun China                                             | 26,03    | Lin Xintong China                                             | 26,39    |
| 100 m mariposa    | Rikako Ikee Japón                                            | 56,30 GR       | Zhang Yufei China                                             | 57,40    | An Se-hyeon Corea del Sur                                     | 58,00    |
| 200 m mariposa    | Zhang Yufei China                                            | 2:06,61        | Sachi Mochida Japón                                           | 2:08,72  | Suzuka Hasegawa Japón                                         | 2:08,80  |
| 200 m estilos     | Kim Seo-yeong Corea del Sur                                  | 2:08,34 GR, NR | Yui Ohashi Japón                                              | 2:08,88  | Miho Teramura Japón                                           | 2:10,98  |
| 400 m estilos     | Yui Ohashi Japón                                             | 4:34,58        | Kim Seo-yeong Corea del Sur                                   | 4:37,43  | Sakiko Shimizu Japón                                          | 4:39,10  |
| 4 × 100 m libre   | Japón Rikako Ikee Natsumi Sakai Tomomi Aoki Chihiro Igarashi | 3:36,52 GR, NR | China Zhu Menghui Wu Yue Wu Qingfeng Yang Junxuan             | 3:36,78  | Hong Kong Camille Cheng Stephanie Au Tam Hoi Lam Sze Hang Yu  | 3:41,88  |
| 4 × 200 m libre   | China Li Bingjie Wang Jianjiahe Zhang Yuhan Yang Junxuan     | 7:48,61 GR     | Japón Chihiro Igarashi Rikako Ikee Yui Ohashi Rio Shirai      | 7:53,83  | Hong Kong Ho Nam Wai Camille Cheng Katii Tang Sze Hang Yu     | 8:07,17  |
| 4 × 100 m estilos | Japón Natsumi Sakai Satomi Suzuki Rikako Ikee Tomomi Aoki    | 3:54,73 GR, NR | Hong Kong Stephanie Au Jamie Yeung Chan Kin Lok Camille Cheng | 4:03,15  | Singapur Hoong En Qi Samantha Yeo Quah Jing Wen Quah Ting Wen | 4:09,65  |

### Mixto
| Evento            | Oro                                              | Oro        | Plata                                                      | Plata   | Bronce                                                     | Bronce     |
| ----------------- | ------------------------------------------------ | ---------- | ---------------------------------------------------------- | ------- | ---------------------------------------------------------- | ---------- |
| 4 × 100 m estilos | China Xu Jiayu Yan Zibei Zhang Yufei Zhu Menghui | 3:40,45 AS | Japón Ryosuke Irie Yasuhiro Koseki Rikako Ikee Tomomi Aoki | 3:41,21 | Corea del Sur Lee Ju-ho Moon Jae-kwon An Se-hyeon Ko Mi-so | 3:49,27 NR |